# Heterochaete spinulosa
Heterochaete spinulosa är en svampart som först beskrevs av Berk. & M.A. Curtis, och fick sitt nu gällande namn av D.A. Reid 1970. Heterochaete spinulosa ingår i släktet Heterochaete och familjen Auriculariaceae.   Inga underarter finns listade i Catalogue of Life.